# Landtagswahl in Vorarlberg 1979
- SPÖ: 10
- ÖVP: 22
- FPÖ: 4

Die Landtagswahl in Vorarlberg 1979 fand am 21. Oktober 1979 statt. Die Österreichische Volkspartei (ÖVP) konnte dabei nach 1974 erneut Stimmenanteile gewinnen und verzeichnete ein Plus von 0,5 %. Mit einem Gesamtergebnis von 57,5 % stellte sie wie bisher 22 der 36 Landtagsabgeordneten. Auch die Sozialistische Partei Österreichs (SPÖ) konnte zulegen und erreichte nach Gewinnen von 1,5 % mit 29,0 % das zweitbeste Wahlergebnis in Vorarlberg. Die SPÖ stellte damit weiterhin 10 Abgeordnete zum Landtag. Als Wahlverlierer ging die Freiheitliche Partei Österreichs (FPÖ) aus der Wahl hervor, die 1,4 % verlor, mit einem Ergebnis von 12,5 % jedoch ihre 4 Mandate halten konnte. Die Kommunistische Partei Österreichs (KPÖ) scheiterte hingegen mit 1,0 % (+0,1 %) erneut am Einzug in den Landtag.
Der Landtag der XXIII. Gesetzgebungsperiode konstituierte sich in der Folge am 6. November 1979 und wählte an diesem Tag die Landesregierung Keßler IV zur neuen Vorarlberger Landesregierung.

## Gesamtergebnis
|                                           | Ergebnisse 1979  | Ergebnisse 1979  | Ergebnisse 1979  | Ergebnisse 1974 | Ergebnisse 1974 | Ergebnisse 1974 | Differenzen | Differenzen | Differenzen |  |
| ----------------------------------------- | ---------------- | ---------------- | ---------------- | --------------- | --------------- | --------------- | ----------- | ----------- | ----------- |  |
| Wahlberechtigte                           | 175.060          | 175.060          | 175.060          | 159.630         | 159.630         | 159.630         | + 15.430    | + 15.430    | + 15.430    |  |
| Wahlbeteiligung                           | 94,06 %          | 94,06 %          | 94,06 %          | 94,17 %         | 94,17 %         | 94,17 %         | - 0,09 %    | - 0,09 %    | - 0,09 %    |  |
|                                           | Stimmen          | %                | Mand.            | Stimmen         | %               | Mand.           | Stimmen     | %           | Mand.       |  |
| Abgegebene Stimmen                        | 164.669          |                  |                  | 150.323         |                 |                 | + 14.346    |             |             |  |
| Ungültig                                  | 3.539            | 2,15 %           |                  | 3.550           | 2,36 %          |                 | - 11        | - 0,21 %    |             |  |
| Gültig                                    | 161.130          | 97,85 %          |                  | 146.773         | 97,64 %         |                 | + 14.357    | + 0,21 %    |             |  |
| Partei                                    |                  |                  |                  |                 |                 |                 |             |             |             |  |
| Österreichische Volkspartei (ÖVP)         | 92.579           | 57,46 %          | 22               | 83.571          | 56,94 %         | 22              | + 9.008     | + 0,52 %    | ± 0         |  |
| Sozialistische Partei Österreichs (SPÖ)   | 46.800           | 29,04 %          | 10               | 40.498          | 27,59 %         | 10              | + 6.302     | + 1,45 %    | ± 0         |  |
| Freiheitliche Partei Österreichs (FPÖ)    | 20.140           | 12,50 %          | 4                | 20.333          | 13,85 %         | 4               | - 193       | - 1,35 %    | ± 0         |  |
| Kommunistische Partei Österreichs (KPÖ)   | 1.611            | 1,00 %           | 0                | 1.317           | 0,90 %          | 0               | + 294       | + 0,10 %    | ± 0         |  |
| Österreichische Demokratische Union (ÖDU) | nicht kandidiert | nicht kandidiert | nicht kandidiert | 757             | 0,52 %          | 0               | - 757       | - 0,52 %    | ± 0         |  |
| Soziale Gerechtigkeitspartei (SGP)        | nicht kandidiert | nicht kandidiert | nicht kandidiert | 297             | 0,20 %          | 0               | - 297       | - 0,20 %    | ± 0         |  |
| Gesamt                                    | 161.130          | 100,00 %         | 36               | 146.773         | 100,00 %        | 36              | + 14.357    |             |             |  |